# Serghei Tvetcov
Serghei Țvetcov (n. Chisináu, Moldávia, 29 de dezembro de 1988), é um ciclista romeno membro da equipa Floyd's Pro Cycling. Até 2014 correu sob nacionalidade moldava.

## Palmarés
| 2007 - Campeonato da Moldávia Contrarrelógio 2008 - 3º no Campeonato da Moldávia Contrarrelógio 2009 - Campeonato da Moldávia Contrarrelógio 2010 - 2º no Campeonato da Moldávia Contrarrelógio - 3º no Campeonato da Moldávia em Estrada 2011 - 1 etapa da Tobago Cycling Classic 2013 - 1 etapa da Nature Valley Grand Prix 2014 - 1 etapa do Tour de Gila 2015 - Campeonato da Romênia Contrarrelógio - Campeonato da Romênia em Estrada - 1 etapa do Tour de Szeklerland | 2016 - Campeonato da Romênia Contrarrelógio - 3º no Campeonato da Romênia em Estrada 2017 - 1 etapa do Colorado Classic - 2º no Campeoanto da Romênia Contrarrelógio - UCI America Tour 2018 - 1 etapa do Tour de Gila - Tour de Coreia, mais 1 etapa - 1 etapa do Tour de Beauce - Chrono Kristin Armstrong - Volta à Roménia, mais 1 etapa 2019 - 1 etapa do Tour de Gila - 1 etapa do Tour de Beauce - Campeonato da Romênia Contrarrelógio - Chrono Kristin Armstrong |

## Resultados nas Grandes Voltas e Campeonatos do Mundo
| Carreira           | 2008 | 2009 | 2010 | 2011 | 2012 | 2013 | 2014 | 2015 | 2016 | 2017 | 2018 | 2019 |
| ------------------ | ---- | ---- | ---- | ---- | ---- | ---- | ---- | ---- | ---- | ---- | ---- | ---- |
| Giro d'Italia      | -    | -    | -    | -    | -    | -    | -    | 139º | -    | -    | -    | -    |
| Tour de France     | -    | -    | -    | -    | -    | -    | -    | -    | -    | -    | -    | -    |
| Volta a Espanha    | -    | -    | -    | -    | -    | -    | -    | -    | -    | -    | -    | -    |
| Mundial em Estrada | -    | -    | -    | -    | -    | 31º  | 44º  | -    | -    | Ab.  | Ab.  | -    |

-: não participa

Ab.: abandono